# Hugo Sánchez
Hugo Sánchez Márquez (* 11. července 1958) je mexický fotbalový trenér a bývalý fotbalista. Prosadil se v Evropě, zejména v barvách Realu Madrid. Třikrát se jako hráč Mexika zúčastnil mistrovství světa ve fotbale. Pelé ho roku 2004 zařadil mezi 125 nejlepších žijících fotbalistů. V roce 1999 ho Mezinárodní federace fotbalových historiků a statistiků zvolila 26. nejlepším fotbalistou 20. století, nejlepším z regionu CONCACAF.

## Klubová kariéra
Ve španělské lize odehrál 12 sezón a je za Telmem Zarrou druhým nejlepším kanonýrem soutěže. Vyhrál pětkrát Trofeo Pichichi pro nejlepšího střelce v jednotlivých ročnících, z toho čtyřikrát v řadě. Známý byl tím, že své góly slavil saltem na počest své sestry, která byla reprezentantkou ve sportovní gymnastice. V sezóně 1989/90 získal Zlatou kopačku pro nejlepšího ligového kanonýra Evropy (společně s Bulharem Christo Stoičkovem).
V sezónách 1976/77 a 1980/81 vyhrál mexickou ligu s týmem Pumas de UNAM, který byl tehdy úspěšný i na severoamerické pohárové scéně. V Evropě se radoval poprvé v roce 1985, kdy vyhrál v Atlétiku Madrid španělský pohár a superpohár. O rok později se stal poprvé mistrem Španělska za Real Madrid, což později ještě čtyřikrát zopakoval, vyhrál znovu pohár (1989) a třikrát v řadě superpohár (1988/90).

## Reprezentační kariéra
V reprezentaci odehrál 58 zápasů, zúčastnil se MS 1978, 1986 a 1994, na kterých ale zaznamenal jedinou branku v roce 1986 v zápase proti Belgii. V roce 1977 se radoval z vítězství ve Poháru národů Severní a Střední Ameriky, předchůdci Zlatého poháru CONCACAF. Byl také členem týmu, který vybojoval druhé místo na Copě Américe 1993.

## Trenérská kariéra
Jako trenér dvakrát vyhrál domácí soutěž jako hlavní kouč Pumas de UNAM a Necaxy. Strávil šestnáct měsíců na lavičce národního mužstva, dovedl tým ke druhému místu na Zlatém poháru CONCACAF 2007, ale 31. března 2008 byl odvolán.